# Berndt Luef

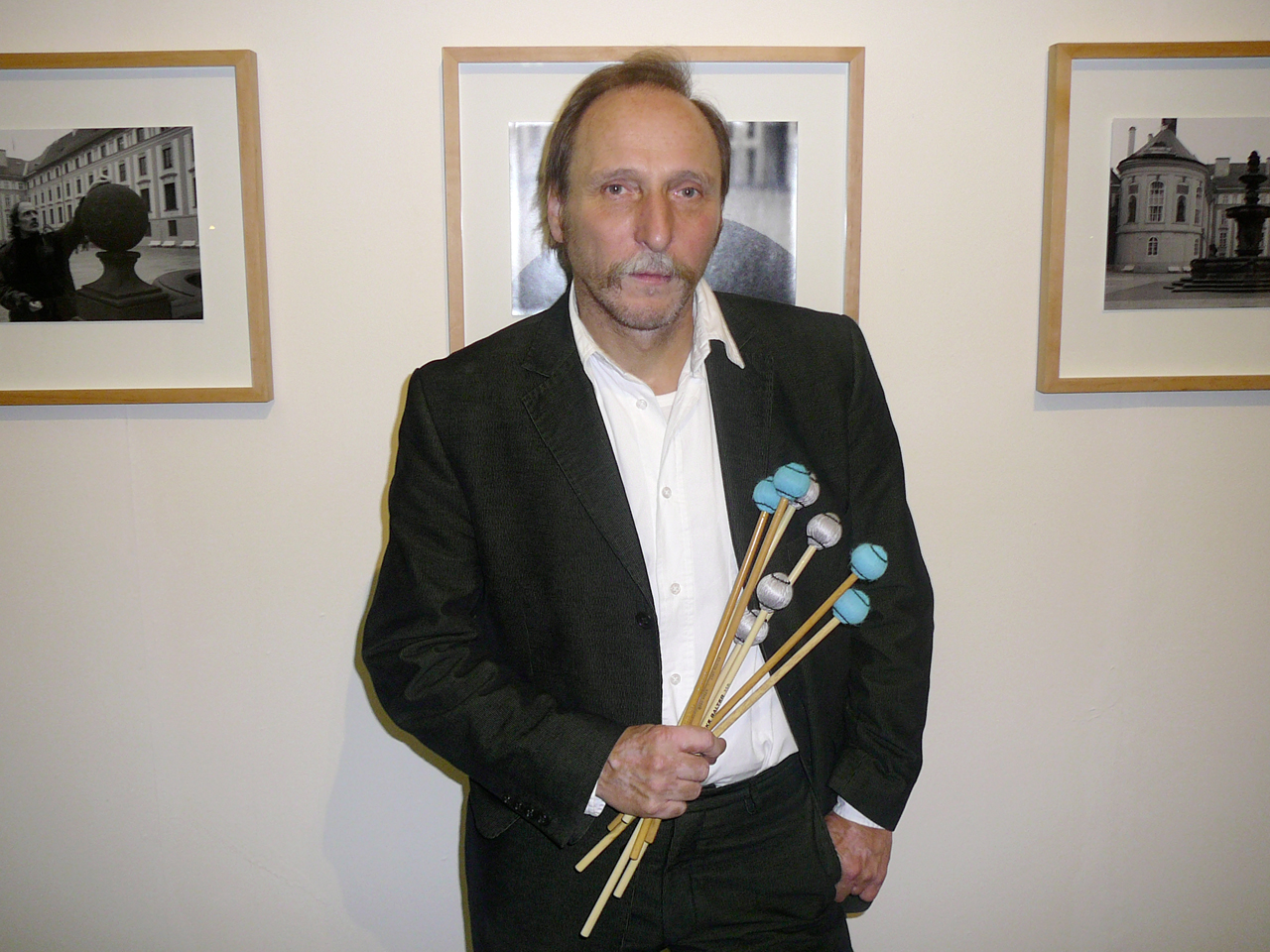
Berndt Luef, Forum Stadtpark Graz, Österreich; 17. November 2007

Berndt Luef (* 9. August 1952 in Knittelfeld, Steiermark) ist ein österreichischer Vibraphonist und Komponist im Bereich der Jazz- und Rockmusik.

## Leben und Wirken
Luef wollte nach der Matura Klavier studieren, verlor aber bei einem Arbeitsunfall während eines Ferienpraktikums 1970 den kleinen Finger und den Ringfinger der linken Hand; der Mittelfinger blieb steif. Er lernte Schlagzeug, da er trotzdem Musiker werden wollte, und begann ein Jahr später an der Hochschule für Musik und darstellende Kunst Graz zu studieren (Klassik & Jazz). Nach Beendigung seines Klassik-Studiums 1979 konzentrierte er sich auf das Vibraphon (künstlerisches Diplom 1983). Seitdem lebt er als freischaffender Künstler in Graz.
Luef spielte als Schlagzeuger in diversen Ensembles, für die er auch Kompositionen schrieb. Zwischen 1979 und 1990 war er Mitglied der Rockgruppe Mirror, von 1984 an als Leiter der Gruppe. 1982 gründete er das Berndt Luef Trio in der Besetzung Vibraphon, Bass und Schlagzeug und 1993 das bis zu 12 Musiker umfassende Musikerkollektiv Jazztett Forum Graz, für das er zahlreiche zyklische Kompositionen schrieb, in denen er sich auch mit politischen Ereignissen auseinandersetzte (etwa „Die bosnische Tragödie“ zum Bürgerkrieg in Ex-Jugoslawien und „Epitaph“ zum Todesmarsch der ungarischen Juden durch die Steiermark im Jahr 1945). Daneben ist er auch als Solist tätig.
Luef ist auch Gründungsmitglied der Kabarettgruppe Die Blauen Engel (unter anderem mit Leo Lukas).
Zwischen 1988 und 2006 leitete er ehrenamtlich das Musikreferat im Forum Stadtpark.

## Auszeichnungen und Preise
- 2001 gewann er mit der Jazzballade „Eyelash“ den Kompositionspreis des österreichischen Komponistenbundes.
- 2022: Ehrenzeichen des Landes Steiermark für Wissenschaft, Forschung und Kunst[3]
- 2023: Bürger der Stadt Graz[4]

## Kompositionen (Auszug)
- Die Bosnische Tragödie, Instrumental-Oratorium in 5 Sätzen
- The Refugees, Jazz-Toccata in 3 Sätzen
- Snowman’s tales, Instrumentales Märchen in 6 Sätzen
- Art EP, Komposition zur Neueröffnung des Forum Stadtpark im Jahr 2000
- UDM, Jazzsuite in 3 Sätzen für die Eröffnung der Fotoausstellung von Inge Morath in Graz
- Wasserläufe, Jazzsuite in 3 Sätzen für Jazztrio
- Epitaph, eine musikalische Grabinschrift in 6 Abschnitten
- Revilo, Jazzsuite in 3 Sätzen in memory of Oliver Nelson
- FoStaGra, 5 sätziges Werk zur Ausstellung von Günther Waldorf im Grazer Stadtmuseum
- Work Stations, Jazzsuite in 3 Sätzen
- Correlations, Jazzsuite in 3 Sätzen
- Greith, Hepcat, Waltz for Robert, Kompositionen für Blasorchester und Jazzgruppe
- Pedro Noda de la Cruz, Elegie auf einen im KZ Bretstein ermordeten spanischen Häftling
- Lebenslinien, Jazzsuite in 3 Sätzen für Jazztrio

## Diskografie

### Solo
- In Bewegung (LP, Extraplatte EX 91; 1991)
- Strömung (Extraplatte EX 144 092 CD; 1992)
- Some Cats Knows (Extraplatte EX 175 093 CD; 1993)
- Musical Outlines (Extraplatte EX 191 094 CD; 1994)

### Jazztett Forum Graz
- L5 (Extraplatte EX 275; 1996)
- Work Stations (Extraplatte EX 326; 1998)
- Deviation (Extraplatte EX 394; 2000)
- Saida (FoSta 99004; 2002)
- Epitaph (FoSta 99005; 2002)
- Trialogue (Extraplatte EX 594; 2003)
- Correlations (Extraplatte EX 694; 2006)
- On that Score (FoSta 99008; 2007)
- Voyage Out (Extraplatte EX 794; 2009)
- Reflections (TTP 170.415; 2015, mit Dorothea Jaburek)
- Preseverance (TTP 311.018)

### Berndt Luef Trio
- SkyDance (Extraplatte EX 494; 2001)
- 30 Jahre Berndt Luef Trio (Extraplatte EX 994-2)
- City Walkers (FoSta 99011; 2007, mit Dorothea Jaburek)

### Berndt Luef Quartett
- Felidae (FoSta 99006; 2003)
- Cloud Mirror (FoSta 99007; 2005)
- Jazzologues (2008)
- Intimations (2008)
- Between the Walls (Groove 14020; 2014, mit Dorothea Jaburek)

### Forum Stadtpark
- Perception (FoSta 99001; 1999)
- GEB (FoSta 99002; 1999)
- Some Steps of ... (FoSta 99003; 2000)